# Picarelli
Picarelli è una frazione di Avellino, situata a nord della città e circondata dalle contrade di Santorelli, Scrofeta, Valle Santa Caterina, Cardalani e Caselle. La delimitano il torrente Scrofeta e il rio Vergine, fino al fiume Sabato. Conta poco meno di 300 abitanti.

## Storia
La storia di Picarelli, quasi del tutto dispersa, vanta origini non remote. Come casale rurale ebbe una parrocchia solo nel 1715, anche se il primo libro dei battezzati risale al 1718. Aveva una chiesa parrocchiale e una chiesa "succursale" dedicata al patriarca san Giuseppe, di fondazione più antica, con una cripta e una confraternita propria, la "Congrega della Buona Morte", ormai scomparsa.
Le notizie sono vaghe e frammentarie: al 1886 risale un documento con il quale il Comune di Avellino approvava il progetto dell'architetto Ballerino per la riparazione della chiesa, con lo stanziamento di 1100 lire, e per altri lavori ai pozzi pubblici, per l'importo di 140 lire.
Picarelli fu denominata "frazione" il 10 dicembre 1952, secondo quanto espresso dalla circolare del Ministero dell'Interno, "per la naturale separazione del suo territorio da quello del capoluogo e di altre frazioni di Avellino e particolari condizioni economiche, sociali, religiose".
Dal 10 marzo 1978 Picarelli fa parte della II Circoscrizione, insieme a Pianodardine e Rione Ferrovia.
Successivamente il territorio della frazione venne allargato con la costruzione di prefabbricati pesanti che formarono un vero e proprio quartiere "dormitorio", staccato dal centro storico di Picarelli, che nel 2003 contava solo 37 abitanti.